# The Roof
The Roof é um filme policial britânico de 1933, dirigido por George A. Cooper e estrelado por Leslie Perrins, Judy Gunn, Russell Thorndike e Michael Hogan.

## Elenco
- Leslie Perrins - Inspetor Darrow
- Judy Gunn - Carol Foster
- Russell Thorndike - Clive Bristow
- Michael Hogan - Samuel Morton
- Ivor Barnard - Arthur Stannard
- Eliot Makeham - John Rutherford
- Barbara Everest - Sra. Foster
- George Zucco - James Renton
- Leo Britt - Tony Freyne
- D. J. Williams - Fritz Klein
- Hector Abbas - Otto Bebberg
- Cyril Smith - McNair